# Internationaux de Strasbourg 1990
Internationaux de Strasbourg 1990 — жіночий тенісний турнір, що проходив на відкритих кортах з ґрунтовим покриттям Ligue d'Alsace de Tenis у Страсбургу (Франція). Належав до турнірів 4-ї категорії в рамках Туру WTA 1990. Турнір відбувся вчетверте і тривав з 21 до 27 травня 1990 року. Несіяна Мерседес Пас здобула титул в одиночному розряді.

## Фінальна частина

### Одиночний розряд
Мерседес Пас —  Енн Гроссман 6–2, 6–3
- Для Пас це був 1-й титул за рік і 3-й — за кар'єру.

### Парний розряд
Ніколь Провіс /  Елна Рейнах —  Кеті Джордан /  Елізабет Смайлі 6–1, 6–4